# Mirko Valdifiori
Mirko Valdifiori (né le 21 avril 1986 à Lugo en Émilie-Romagne) est un footballeur international italien, qui évolue au poste de milieu de terrain au Delfino Pescara.

## Biographie

### Les débuts
Formé par l'équipe de sa région natale de l'Associazione Calcio Cesena, il fait ses débuts professionnels avec le club alors en Serie B en 2004. Il joue au total 3 rencontres (toutes en seconde division, lors des saisons 2004-05 et 2005-06). 
Durant la saison de Serie C 2006-07, il est prêté à l'Associazione Calcio Pavie (avec qui il joue au total 24 matchs). La saison suivante, il est à nouveau prêté, toujours en Serie C, à l'Associazione Calcio Legnano (avec qui il dispute en tout 17 matchs).

### Empoli
Lors de l'été 2008, il rejoint le club de Serie B de l'Empoli Football Club.
Il fait ses débuts avec les toscans le 17 août 2008 lors d'une rencontre de Coupe d'Italie contre Ancône. Lors de la saison suivante (en 2009-10), il inscrit le premier but de sa carrière, le 28 novembre 2009, au cours d'une défaite 2-0 en championnat contre son ancien club de Cesena.
Il parvient durant les saisons suivantes à jouer quelques matchs en tant que capitaine. À l'issue de la saison 2013-14, il parvient à se hisser pour la première fois de sa carrière en Serie A (où il fait ses grands débuts à 28 ans le 31 août 2014, lors d'une défaite 2-0 contre l'Udinese).
C'est au cours de son passage à Empoli qu'il reçoit sa seule et unique sélection en équipe d'Italie, le 31 mars 2015, en amical contre l'Angleterre, où il joue 67 minutes (score : 1-1).

### Napoli
Le 20 juin 2015, il signe un contrat de 4 ans au SSC Naples.